# Хашим Алі
Хашим Алі (араб. هاشم علي, нар. 17 серпня 2000) — катарський футболіст, півзахисник клубу «Аль-Садд» та національної збірної Катару.

## Клубна кар'єра
Народився 17 серпня 2000 року. Вихованець футбольної школи клубу «Аль-Садд». Для отримання ігрової практики першу половину 2019 року провів на правах оренди за «Аль-Арабі», відігравши за команду 6 матчів в національному чемпіонаті.
Повернувшись в «Аль-Садд», Алі дебютував за рідну команду і в тому ж році поїхав з нею на домашній Клубний чемпіонат світу, де «Аль-Садд» став шостим з семи команд.

## Виступи за збірні
2018 року дебютував у складі юнацької збірної Катару (U-19), загалом на юнацькому рівні взяв участь у 5 іграх, відзначившись 5 забитими голами.
Протягом 2018—2019 років залучався до складу молодіжної збірної Катару. У складі молодіжної збірної став учасником молодіжного чемпіонату світу з футболу 2019 року в Польщі. Всього на молодіжному рівні зіграв у 13 офіційних матчах.
7 вересня 2018 року дебютував в офіційних матчах у складі національної збірної Катару в товариській грі проти Китаю (1:0).

## Титули і досягнення
- Чемпіон Катару (3): 2020-21, 2023-24, 2024-25
- Володар Кубка Еміра Катару (2): 2020, 2024
- Володар Кубка наслідного принца Катару (3): 2020, 2021, 2025
- Володар Кубка шейха Яссіма (1): 2019
- Володар Кубка зірок Катару (1): 2019-20